# Riksspelmansstämman på Skansen 1920
Riksspelmansstämman på Skansen 1920 var en uppföljare till riksspelmansstämman på Skansen 1910, då Skansen ordnade en spelmansträff 10 år efteråt, helgen 31 juli–1 augusti 1920. Man bjöd in ett trettiotal spelmän från hela landet, varav många hade deltagit redan 1910. Upplägget liknade 1910 års, men med färre spelmän ansåg man sig ge allmänheten en bättre chans att höra alla spelmännen. Man tänkte sig att istället arrangera liknande sammankomster oftare än vart tionde år. Liksom 1910 var det inte en tävling, och i programboken uttrycks det så:
De flesta av spelmännen äro lika skickliga i sin konst och det är inte meningen att som vid en modern och förflackad tids s. k. dragspelstävlingar göra en offentlig värdesättning av de enskilda deltagarnes prestationer. Det koras alltså inga vare sig ”svenska mästare” eller ”spelmanskungar”…
26 spelmän presenteras i programboken, från söder till norr, och det angavs också om de deltagit 1910. De deltog på Skansen i fyra scenprogram, ett vid Nedre Solliden och tre på dansbanan vid Bollnässtugan. Varje spelman fick spela 3–4 melodier.

## Historik
De deltagande spelmännen var Olof Andersson, Skåne, Karl Stenström, Halland, Olle Ekvall, Småland, Johan Eriksson, Öland, August Fredin, Gotland, Alfred Mossberg och Dan Danielsson, Värmland, August Odhner, Dalsland, Niklas Larsson, Bohuslän, Höök Olof Andersson, Hjort Anders Olsson, Olof Tillman, Gössa Anders Andersson och Jämt Olof Ersson, Dalarna, Henrik Lönnberg, Gästrikland, Jon-Erik Hall, Tulpans Anders Olsson och Hans Wahlman ”Pajas”, Hälsingland, Bengt Bixo och Erik Nilsson, Jämtland, Ante Sundin och Gullik Falk, Medelpad och Nils Jonsson, Västerbotten. Anders Frisell från Dalarna blev sjuk och återvände hem. Det är sannolikt att flera av etnografen Yngve Laurells fonografinspelningar av spelmän gjordes vid detta tillfälle.
Samma helg arrangerade Stockholms folkdansföreningars centralkommitté en nordisk folkdanskongress, också på Skansen. Svenska lag kom från Stockholm (ett kombinerat uppvisningslag), Göteborgs Nationaldanssällskap och Nationaldansens vänner från Malmö, ett kombinerat Värmlandslag från Kristinehamn och Arvika (troligen Brage Gille resp. Jössehäringarna) och ett barnlag från Uddevalla. Därtill kom ett lag från svensk-finska föreningen Brage i Helsingfors, ett bondeungdomslag från Norska dansarringen och Godvins folkdansare från Roskilde. Också dessa framträdde på dansbanan vid Bollnässtugan och på scenen vid Nedre Solliden. Troligen var det fler folkdanslag än dessa åtta namngivna som deltog, men som inte uppträdde. Totalt var det i alla fall 400 deltagare inklusive en del folkdansare från USA.
Festligheterna tog sin början på lördagen i Kungsträdgården där en parad med dansare och spelmän utgick och marscherade till Skansen. Kl. 13 startade uppspelningarna av spelmännen på Nedre Solliden-scenen. De höll på till kl. 16, när dansuppvisningarna inleddes på dansbanan vid Bollnässtugan. Sedan fortsatte spelmännen på dansbanan kl. 18. Då hade inledningstal hållits på Orsakullen kl. 15 av chefen för Stockholmsbörsen, direktör Kurt Belfrage, och en prolog av John Grandell upplästs.
På söndagen inledde spelmännen kl. 13.30 vid Bollnässtugan, och dansuppvisningarna startade kl. 14 vid nedre Solliden. Kl. 16.30 inledde spelmännen igen vid Bollnässtugan, och dansuppvisningarna vidtog kl. 19.30.
Folkdanskongressen hade också som syfte att försöka bilda en folkdansorganisation för hela Sverige. Organisationen bildade en interimsstyrelse som fick i uppdrag att lägga fram förslag till stadgar, utreda om de kunde starta en tidning, och också att hålla kontakt med de andra nordiska länderna. Organisationen kom att heta Folkdansringen.